# Elizabeth Eckford
Elizabeth Eckford (Little Rock, Arkansas, 4 de octubre de 1941), es una ciudadana estadounidense icono de la lucha antirracista en Estados Unidos. Es una de las estudiantes afroamericanas del Little Rock Nine.

## Biografía
Como todas las personas negras del sur de Estados Unidos en esa época, Elizabeth asistía a una escuela para alumnos negros. Cuando tenía 15 años, la Corte Suprema de los Estados Unidos declaró que la segregación de los alumnos era ilegal. Sin embargo, en Arkansas las escuelas de blancos rechazaban la entrada de los alumnos negros. 
El 4 de septiembre de 1957, Elizabeth y otros ocho estudiantes afroamericanos intentaron entrar en el Little Rock Central High School, reservado para los alumnos blancos, razón por la cual fueron detenidos por la Guardia Nacional de Arkansas. Además de esto, los alumnos recibieron insultos y abucheos por parte de muchos ciudadanos de dicha región.
No obstante, el grupo de chicos intentó de nuevo, días más tarde, asistir a otro instituto sólo para blancos, el Central High School, pero vuelven a ser rechazados.
El 24 de septiembre de 1957, el presidente de los Estados Unidos, Dwight Eisenhower, intenta convencer al gobernador Orval Faubus pero las negociaciones fracasan; el presidente envía entonces a unidades de la Armada Norteamericana para acompañarlos al Little Rock Nine Central High School y proteger así a los estudiantes afroamericanos. 
No obstante, la población estaba enfurecida por lo que finalmente el gobernador decidió cerrar todas las escuelas por un año, antes que permitir la mezcla entre alumnos blancos y negros.
En 1958, Elizabeth Eckford se trasladó a San Luis (Misuri) donde consigue la calificación necesaria para estudiar la carrera universitaria de Historia. Tras la universidad, llegó a ser la primera mujer afrodescendiente en Saint Louis en trabajar en un banco (en un puesto que no fuese de conserje).
Elizabeth volvió a Little Rock en los años 60 y trabajó en la escuela pública como profesora sustituta. Hoy, la escuela alberga un museo que conmemora aquellos acontecimientos y denuncia la discriminación racial.
En 1996, siete de los Little Rock Nine, incluyendo a Elizabeth Eckford, aparecieron en el programa televisivo de Oprah Winfrey, donde tuvieron un encuentro cara a cara con algunos de los estudiantes blancos que apoyaban la segregación racial durante aquella época, así como con un estudiante blanco que los apoyó en toda su trayectoria antisegregación.